# Juanmi
Juan Miguel Jiménez López, ismertebb nevén Juanmi (Coín, 1993. május 20. –) spanyol válogatott labdarúgó, a Getafe középpályása kölcsönben a Real Betis csapatától.

## Pályafutása

### Klubcsapatokban
Juanmi a spanyolországi Coínban született. Az ifjúsági pályafutását a helyi Atlético Coín csapatában kezdte, majd 2008-ban a Málaga akadémiájánál folytatta.
2009-ben mutatkozott be a Málaga tartalék, majd 2010-ben az Első osztályban szereplő felnőtt csapatában. A 2012–13-as szezon második felében a Racing Santandernél szerepelt kölcsönben. 2015-ben a Premier League-ben érdekelt Southampton szerződtette. 2016-ban visszatért Spanyolországba, és a Real Sociedadnál folytatta a labdarúgást. Először a 2016. augusztus 21-ei, Real Madrid ellen 3–0-ra elvesztett mérkőzésen lépett pályára. Első gólját 2016. augusztus 27-én, az Osasuna ellen 2–0-ás győzelemmel zárult találkozón szerezte meg.
2019. július 1-jén ötéves szerződést kötött a Real Betis együttesével. 2019. augusztus 18-án, a Valladolid ellen 2–1-re elvesztett bajnoki 83. percében, Cristian Tellot váltva debütált. 2020. június 28-án, a Levante ellen idegenben 4–2-re elvesztett mérkőzésen megszerezte első gólját a klub színeiben.
2023. augusztus 20-án a szaúdi er-Rijád egy évre kölcsönbe szerződtette. 2024 februárjában visszatért a Betishez, majd június 30-ig kölcsönbe távozott a Cádiz csapatához. 2025. január 31-én vásárlási opcióval került kölcsönbe a Getafe csapatához.

### A válogatottban
Juanmi az U17-es, az U18-as és az U19-es korosztályú válogatottakban is képviselte Spanyolországot.
2015-ben debütált a felnőtt válogatottban. Először 2015. március 31-én, Hollandia ellen 2–0-ra elvesztett barátságos mérkőzésen lépett pályára.

## Statisztikák
2025. január 25. szerint
| Klub                          | Szezon   | Osztály                  | Bajnokság | Bajnokság | Kupa  | Kupa | Ligakupa | Ligakupa | Nemzetközi | Nemzetközi | Egyéb | Egyéb | Összesen | Összesen |
| Klub                          | Szezon   | Osztály                  | Meccs     | Gól       | Meccs | Gól  | Meccs    | Gól      | Meccs      | Gól        | Meccs | Gól   | Meccs    | Gól      |
| ----------------------------- | -------- | ------------------------ | --------- | --------- | ----- | ---- | -------- | -------- | ---------- | ---------- | ----- | ----- | -------- | -------- |
| Málaga                        | 2009–10  | La Liga                  | 5         | 0         | 1     | 1    | —        | —        | —          | —          | —     | —     | 6        | 1        |
| Málaga                        | 2010–11  | La Liga                  | 17        | 4         | 0     | 0    | —        | —        | —          | —          | —     | —     | 17       | 4        |
| Málaga                        | 2011–12  | La Liga                  | 6         | 1         | 1     | 1    | —        | —        | —          | —          | —     | —     | 7        | 2        |
| Málaga                        | 2012–13  | La Liga                  | 1         | 1         | 4     | 0    | —        | —        | 2          | 0          | —     | —     | 7        | 1        |
| Málaga                        | 2013–14  | La Liga                  | 22        | 4         | 2     | 1    | —        | —        | —          | —          | —     | —     | 24       | 5        |
| Málaga                        | 2014–15  | La Liga                  | 34        | 8         | 4     | 0    | —        | —        | —          | —          | —     | —     | 38       | 8        |
| Málaga                        | Összesen | Összesen                 | 85        | 18        | 12    | 3    | 0        | 0        | 2          | 0          | 0     | 0     | 99       | 21       |
| Racing Santander (kölcsönben) | 2012–13  | Segunda División         | 19        | 0         | 0     | 0    | —        | —        | —          | —          | —     | —     | 19       | 0        |
| Southampton                   | 2015–16  | Premier League           | 12        | 0         | 1     | 0    | 2        | 0        | 4          | 0          | —     | —     | 19       | 0        |
| Real Sociedad                 | 2016–17  | La Liga                  | 35        | 11        | 6     | 4    | —        | —        | 0          | 0          | —     | —     | 41       | 15       |
| Real Sociedad                 | 2017–18  | La Liga                  | 30        | 8         | 2     | 1    | —        | —        | 6          | 1          | —     | —     | 38       | 10       |
| Real Sociedad                 | 2018–19  | La Liga                  | 30        | 5         | 4     | 1    | —        | —        | 0          | 0          | —     | —     | 34       | 6        |
| Real Sociedad                 | Összesen | Összesen                 | 95        | 24        | 12    | 6    | 0        | 0        | 6          | 1          | 0     | 0     | 113      | 31       |
| Real Betis                    | 2019–20  | La Liga                  | 8         | 1         | 0     | 0    | —        | —        | —          | —          | —     | —     | 8        | 1        |
| Real Betis                    | 2020–21  | La Liga                  | 16        | 2         | 4     | 2    | —        | —        | —          | —          | —     | —     | 20       | 4        |
| Real Betis                    | 2021–22  | La Liga                  | 33        | 16        | 6     | 2    | —        | —        | 7          | 2          | —     | —     | 46       | 20       |
| Real Betis                    | 2022–23  | La Liga                  | 22        | 4         | 1     | 0    | —        | —        | 3          | 0          | 1     | 0     | 27       | 4        |
| Real Betis                    | 2024–25  | La Liga                  | 11        | 0         | 1     | 1    | —        | —        | 6          | 1          | —     | —     | 18       | 2        |
| Real Betis                    | Összesen | Összesen                 | 79        | 23        | 11    | 4    | 0        | 0        | 10         | 2          | 1     | 0     | 101      | 29       |
| er-Rijád (kölcsönben)         | 2023–24  | Szaúd-arábiai Pro League | 16        | 1         | 1     | 0    | —        | —        | —          | —          | —     | —     | 17       | 1        |
| Cádiz (kölcsönben)            | 2023–24  | La Liga                  | 16        | 3         | —     | —    | —        | —        | —          | —          | —     | —     | 16       | 3        |
| Getafe (kölcsönben)           | 2024–25  | La Liga                  | 0         | 0         | —     | —    | —        | —        | —          | —          | —     | —     | 0        | 0        |
| Összesen                      | Összesen | Összesen                 | 333       | 69        | 38    | 14   | 2        | 0        | 28         | 4          | 1     | 0     | 402      | 87       |

### A válogatottban
| Válogatott    | Év       | Pályára lépés | Gól |
| ------------- | -------- | ------------- | --- |
| Spanyolország | 2015     | 1             | 0   |
| Összesen      | Összesen | 1             | 0   |

## Sikerei, díjai

### Klubcsapatokban
Real Betis
- Copa del Rey
  - Győztes (1): 2021–22

### A válogatottban
Spanyolország U19
- U19-es labdarúgó-Európa-bajnokság
  - Győztes (2): 2011, 2012